# بنجي باراس
بنجي باراس (بالتاغالوغية: Benjie Paras) مواليد 2 أكتوبر 1968 في مانيلا، هو لاعب كرة سلة فلبيني معتزل. بدأ مسيرته الاحترافية في سنة 1989. حمل الرقم 1. يبلغ طوله 6 قدم 7 بوصة (2.0 م). مثّل منتخب بلاده. حقق المركز الثاني في دورة الألعاب الآسيوية 1990. اعتزل اللعب في 2003.

## سجل المنافسة
شارك في المنافسات التالية:
- بطولة أمم آسيا لكرة السلة 1987
- دورة الألعاب الآسيوية 1990

## الميداليات
| الميدالية | المسابقة                   |
| --------- | -------------------------- |
| فضية      | دورة الألعاب الآسيوية 1990 |